# Ogcodes sexmaculatus
Ogcodes sexmaculatus este o specie de muște din genul Ogcodes, familia Acroceridae. A fost descrisă pentru prima dată de Enrico Adelelmo Brunetti în anul 1926. Conform Catalogue of Life specia Ogcodes sexmaculatus nu are subspecii cunoscute.